# Twenty 4 Seven
Twenty 4 Seven es un cuarteto musical neerlandés, famoso en la década de 1990 por su estilo eurodance y hip house, creado y producido por Ruud Van Rijen. El grupo ha ido sufriendo constantes cambios de intérpretes a lo largo de su trayectoria.

## Integrantes
- Ruud Van Rijen (creador y productor)

Formación típica:
- Stacey Paton (AKA Stay-C)
- Nancy Coolen (AKA Nance)

Otros miembros:
- MC Fixx-It
- Tony Dawson-Harrison (AKA Captain Hollywood Project)
- Giovanni Falco (AKA Hanks)
- Wolgang Reis (AKA Jacks)
- Stella
- Elle
- Li-Ann

## Discografía

### Álbumes
- 1990: StreetMoves
- 1993:  Slave to the Music
- 1994:  I Wanna Show You
- 1997:  24 Hours 7 Days A Week

### Sencillos
- 1989: "I Can't Stand It"
- 1990: "Are You Dreaming?"
- 1991: "I Can't Stand It"
- 1993: "Slave To The Music"
- 1993: "Is It Love"
- 1994: "Take Me Away"
- 1994: "Leave Them Alone"
- 1994: "Oh Baby!"
- 1995: "Keep On Tryin'"
- 1996: "We Are The World"
- 1997: "If You Want My Love"
- 1997: "Friday Night"
- 1999: "Ne Ne"
- 2007: "Like Flames"

- Datos: Q1856743
- Multimedia: Twenty 4 Seven / Q1856743